# Laila av Reyni
Laila av Reyni er en færøsk singer-songwriter, modedesigner og lærer. Hun er bedst kendt for at designe kjoler. Hun har f.eks. designet kjoler til deltagere i Miss Universe Denmark, bl.a. til den færøske model Turið Elinborgardóttir, som vandt titlen Miss Earth Denmark 2015. Laila var ikke kun designer men også en af dommerne til skønhedskonkurrencen. Hun har også designet kjoler til den færøske sangerinde Eivør Pálsdóttir.
Laila av Reyni er underviser ved Tekniske Skole i Tórshavn. Udover at være designer er hun også  musiker. Hun udgav sit debutalbum i september 2013, hvor hun sang alle sangene selv og var medforfatter til sangene.
I 2014 var hun nomineret til Faroese Music Awards i kategorien Ny artist/band. Hun vandt dog ikke.
I februar 2016 udgav hun sit andet album, med titlen Stay.

## Diskografi

### Albums
- 2013 - Laila av Reyni
- 2016 - Stay[10]

### Single
- 2014 - Infinite (Byrta Remix)[11]
- 2014 - In Another World (featuring Tómas Ragnarsson)[12][13]
- 2015 - Cover[14]
- 2015 - Dult[15]

## Eksterne links
Laila av Reyni hos iTunes